# Kornélia
A Kornélia a Kornél férfinév párja.

## Rokon nevek
- Nelli:[1] Magyarországon a Kornélia beceneveként tartják számon, de más nevek becézője is (Eleonóra, Erzsébet, Heléna, Petronella) más nyelvekben.[3]
- Nella:[1] a Nelli alakváltozata, és egyben több név beceneve.[3]

## Gyakorisága
Az 1990-es években a Kornélia és a Nelli ritka, a Nella szórványos név, a 2000-es években nem szerepelnek a 100 leggyakoribb női név között.

## Névnapok
Kornélia
- március 3.[2]
- március 31.[2]
- szeptember 16.[2]

Nelli, Nella
- július 11.[3]

## Híres Kornéliák, Nellik és Nellák
- Cornelia, a Gracchusok anyja
- Cornelia Funke német írónő
- Cornelia Hale, a W.I.T.C.H. egyik szereplője
- Cornelia Konta
- Hollósy Kornélia opera-énekesnő
- Méray Kornélia evezős
- Prielle Kornélia színésznő
- Fésűs Nelly színésznő
- Magyar Kornélia, a Magyar Progresszív Intézet ügyvezető igazgatója, politológus
- Nelly Furtado énekesnő
- Nelly Sachs Nobel-díjas írónő
- Vágó Nelly díszlettervező